# 115 Batalion Schutzmannschaft
115 Batalion Schutzmannschaft (niem. Schutzmannschaft Bataillon 115) – ukraiński kolaboracyjny batalion zmilitaryzowanej policji podległej dowództwu niemieckiemu.

## Historia
115 batalion został utworzony pod koniec 1941 z członków Kurenia Bukowińskiego (część jego członków wcielono również do batalionów 109 i 118) oraz z byłych żołnierzy sowieckich, werbowanych w obozach jenieckich i kryminalistów. Część zwerbowanych do batalionu brała udział w zbrodniach w Babim Jarze. Ochotnikom wstępującym do jednostki obiecywano służbę na Ukrainie w rejonie Kijowa.
W 1942 roku batalion został przeniesiony na Białoruś, gdzie uczestniczył w niemieckich akcjach przeciwpartyzanckich Hermann, Regenschauer i Frühlingsfest.
W 1943 roku prawie 50 policjantów ze 115. batalionu zdezerterowało i wstąpiło do UPA na Wołyniu.
W 1944 roku Niemcy wycofali batalion do Prus Wschodnich, gdzie połączyli go ze 118. batalionem. tworząc 63. Batalion Schutzmannschaft. Następnie policjantów z tego oddziału wcielono do 30. Dywizji Grenadierów SS i przerzucono na front zachodni. We Francji kilkuset żołnierzy tej jednostki zdezerterowało i przyłączyło się do francuskiego ruchu oporu (niektóre źródła mówią o dwóch ukraińskich batalionach partyzanckich – im. Iwana Bohuna i im. Tarasa Szewczenki).
Po wyzwoleniu części terytorium Francji żołnierzy tych wcielono do 13 Półbrygady Legii Cudzoziemskiej, w której składzie walczyły do końca wojny.